# Harrison Gimbel
 (septembre 2022).
Si vous disposez d'ouvrages ou d'articles de référence ou si vous connaissez des sites web de qualité traitant du thème abordé ici, merci de compléter l'article en donnant les références utiles à sa vérifiabilité et en les liant à la section « Notes et références ».
Harrison Ian Gimbel (né le 3 octobre 1990 à Boca Raton, en Floride) est un joueur de poker professionnel américain. Il a remporté la triple couronne, qui comprend les titres des World Series of Poker, du World Poker Tour et de l'European Poker Tour.

## Biographie
Gimbel a commencé à jouer au poker à l'âge de douze ans, impressionné par le parcours de Chris Moneymaker. Il joue en ligne depuis janvier 2007 sous les pseudonymes gibler321 (PokerStars) et this is punny (Full Tilt Poker) avec des gains d'un peu moins de 3 millions de dollars. Fin mai 2017, il a terminé deuxième au Main Event de Charlie Carrel (de) pour le Spring Championship of Online Poker pour environ 1,1 million de dollars. Depuis 2009, Gimbel participe à des tournois live renommés.